# Agawa sizalowa

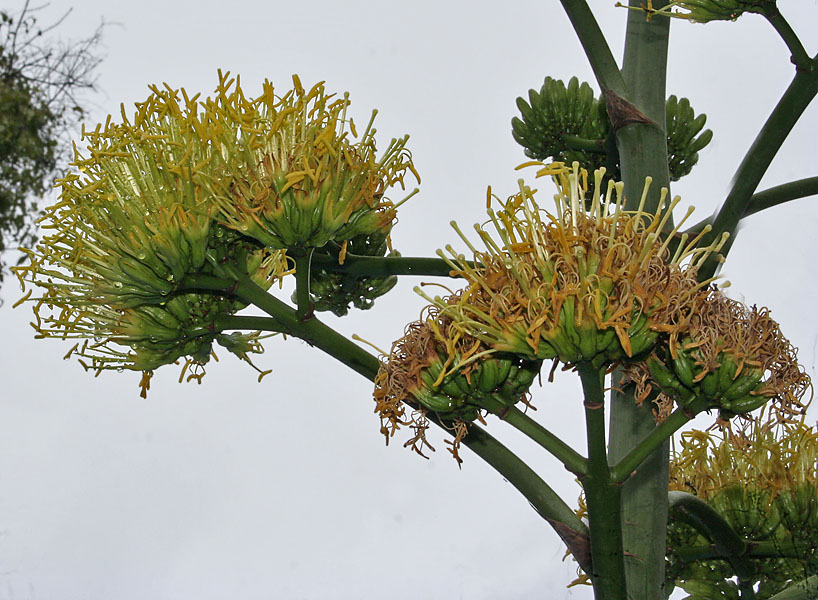
Kwiatostan agawy sizalowej

Agawa sizalowa, agawa sizalska (Agave sisalana Perrine) – gatunek rośliny należącej do rodziny agawowatych. Jej ojczyzna nie jest znana. Jest uprawiana w wielu krajach świata. Z upraw rozprzestrzeniła się i naturalizowała w Afryce, na Madagaskarze, w Australii, na Hawajach i Karaibach. To trzecia najważniejsza, uprawiana roślina włóknodajna po bawełnie i jucie.

## Morfologia
PokrójBylina o wysokości do 2 m (a wraz z kwiatostanem do 10 m).
LiścieOgromne, osiągające długość 2 m. Są one mięsiste, ciemnozielone, równowąskolancetowate i na wierzchołku posiadają kolec. Tworzą rozetę liściową, ze środka której wyrasta łodyga kwiatostanowa, mogąca mieć do 10 m wysokości.
KwiatyNa szczycie łodygi kwiatowej wyrasta kandelabrowy kwiatostan złożony z żółtobiałych i pachnących kwiatów. Okwiat tych kwiatów dołem zrośnięty jest w rurkę, górą rozdziela się na 6 łatek. Wewnątrz kwiatów 1 słupek i 6 pręcików. Jak wszystkie agawy jest hepaksantem, tzn. zakwita tylko jeden raz w życiu i po przekwitnięciu obumiera.

## Zastosowanie
- Roślina włóknodajna: dostarcza włókien zwanych w handlu sizalem. Włókna te są bardzo wytrzymałe na rozerwanie i używane są do produkcji lin, mat, worków, papieru, tarcz do gry w Dart i innych wyrobów. Roślina jest odporna na suszę (magazynuje zapasy wody w liściach) i dlatego uprawia się ją głównie na obszarach okresowo suchych. Początkowo uprawiana była tylko w Meksyku, później jej uprawa rozprzestrzeniła się również na inne regiony: Brazylia, Afryka Wschodnia, Indonezja, Antyle, Wyspy Bahama.

| Najwięksi producenci sizalu (2007) (w tysiącach ton)                                   | Najwięksi producenci sizalu (2007) (w tysiącach ton) |
| -------------------------------------------------------------------------------------- | ---------------------------------------------------- |
| Brazylia                                                                               | 113,3                                                |
| Tanzania                                                                               | 36,9                                                 |
| Chiny                                                                                  | 34,0                                                 |
| Kenia                                                                                  | 27,6                                                 |
| Wenezuela                                                                              | 10,5                                                 |
| Madagaskar                                                                             | 9,1                                                  |
| Haiti                                                                                  | 2,2                                                  |
| Południowa Afryka                                                                      | 1,6                                                  |
| Angola                                                                                 | 1,2                                                  |
| Mozambik                                                                               | 1,0                                                  |
| Łącznie na świecie                                                                     | 240,7 tys. ton                                       |
| FAO Fibres Statistical Bulletin. fao.org. [zarchiwizowane z tego adresu (2012-10-21)]. |                                                      |

- Roślina lecznicza: zawiera hekogeninę, surowiec do produkcji kortyzonu, bardzo ważnego sterydu, którym się leczy m.in. stany zapalne, uczulenia i świąd.